# Tuberaleyrodes neolitseae
Tuberaleyrodes neolitseae là một loài côn trùng cánh nửa trong họ Aleyrodidae, phân họ Aleyrodinae.
Tuberaleyrodes neolitseae được Young miêu tả khoa học đầu tiên năm 1944.